# Кааманьо, Хосе Пласидо
Хосе Мария Пласидо Кааманьо-и-Гомес-Корнехо (исп. José María Plácido Caamaño; 5 октября 1837, Гуаякиль — 31 декабря 1900, Севилья, Испания) — эквадорский государственный, дипломатический и политический деятель, президент страны с 15 октября 1883 года по 30 июня 1888 года.

## Биография
Внук испанского мореплавателя Хасинто Кааманьо.
Изучал право и богословие в семинарии родного города, позже учился юриспруденции в университете Эквадора в Кито. Адвокат.
Был мэром города Гуаякиль. Служил начальником таможенной службы.
Политик, член либерально-католической партии прогрессистов.
Участвовал в перевороте 8 сентября 1876 г. против президента Борреро, сотрудничал с пришедшим к власти Вейнтимилья. Разочаровавшись в политике новых властей, присоединился к оппозиции.
В 1882 году за антиправительственную деятельность был изгнан из страны и уехал в Лиму (Перу), где организовал революционную экспедицию, которая высадилась на эквадорской территории. В середине мая он со своим отрядом присоединился к силам, которые держали в осаде Гуаякиль. Город взяли штурмом объединенных сил под командованием Кааманьо, Сарасти, Альфаро и Саласара.
11 октября 1883 был избран временным президентом Эквадора, официально вступил в должность главы государства 17 февраля 1884 г.
Как президент Республики Эквадор он продвигал образование, науку и искусство.  Он реформировал государственное управление. В течение первого года своего правления, 22 марта 1884 г., он приказал выпустить в обращение национальную валюту «сукре».
Во времена его президентства развивалась инфраструктура страны: расширились телеграфная сеть, железная дорога. Также был открыт Институт наук, несколько колледжей и много новых школ.
В 1886 году при попытке покушения, чудом избежал смерти, бросившись в реку.
После завершения срока президентских полномочий был послом Эквадора в США (1889—1890) и губернатором провинции Гуаяс.
Будучи губернатором при своём однопартийце, президенте Луисе Кордеро, был обвинен в растрате средств. Сослан в Севилью в Испании, где и умер в нищете 31 декабря 1900 г.